# SWE Volley-Team

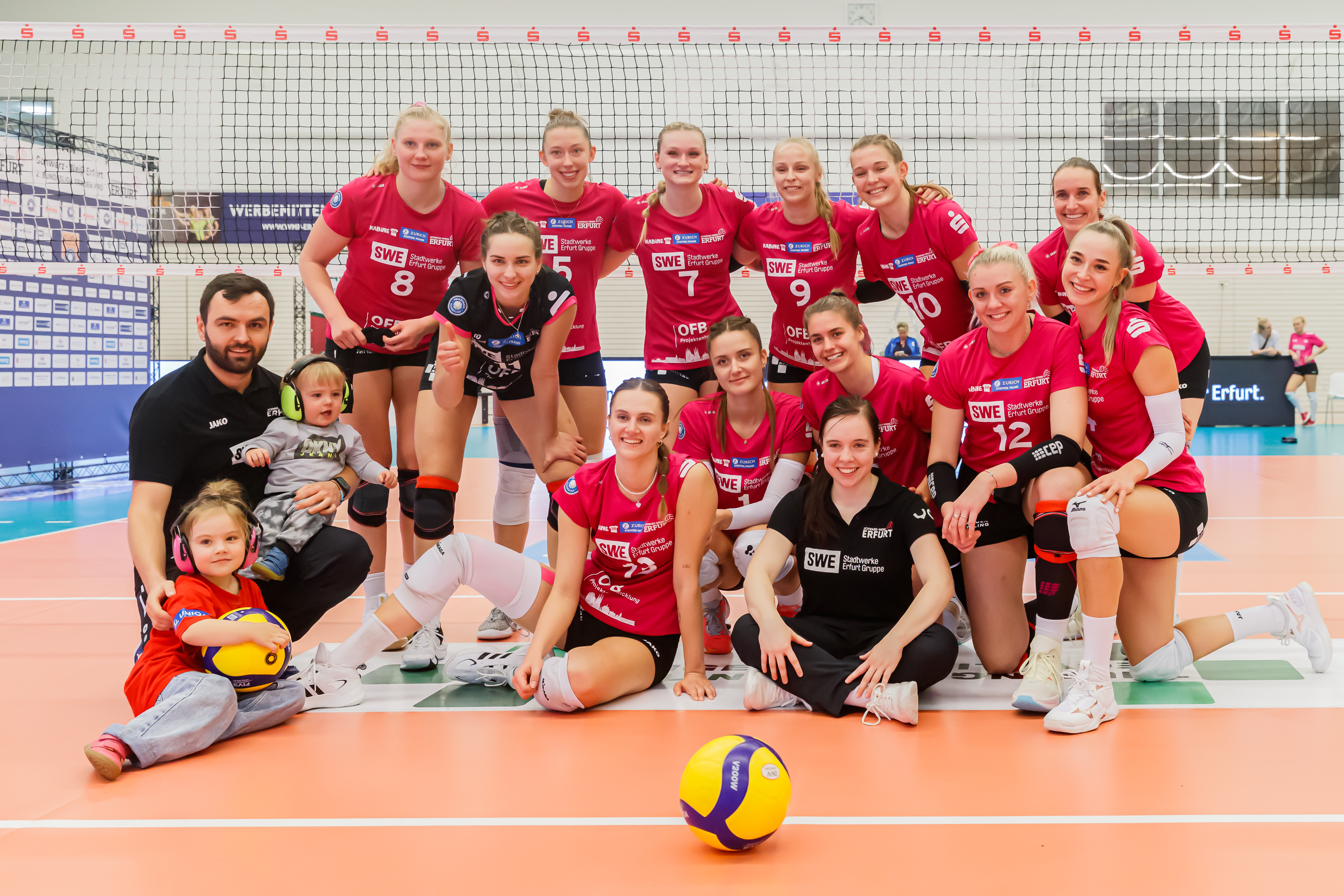
Siatkarki Schwarz-Weiss Erfurt w sezonie 2023/2024

SWE Volley-Team  - żeński klub piłki siatkowej z Niemiec. Został założony w mieście Erfurt. Występuje w Volleyball Bundesliga. 